# NGC 2128
NGC 2128 (również PGC 18374 lub UGC 3392) – galaktyka eliptyczna (E-S0), znajdująca się w gwiazdozbiorze Żyrafy. Odkrył ją Edward D. Swift 27 grudnia 1886 roku.